# 전북특별자치도의 중학교 목록
다음 목록은 전북특별자치도에 있는 중학교 목록이다.

## 가
감곡중학교 · 
계남중학교 · 
계북중학교 · 
계화중학교 · 
고부중학교 · 
고산중학교 · 
고창남중학교 · 
고창북중학교 · 
고창중학교 · 
공음중학교 · 
관촌중학교 · 
구림중학교 · 
구이중학교 · 
군산금강중학교 · 
군산남중학교 · 
군산대성중학교 · 
군산동산중학교 · 
군산동원중학교 · 
군산산북중학교 · 
군산서흥중학교 · 
군산영광중학교 · 
군산월명중학교 · 
군산자양중학교 · 
군산제일중학교 · 
군산중앙중학교 · 
군산중학교 · 
군산진포중학교 · 
금구중학교 · 
금성중학교 · 
금지중학교 · 
김제중앙중학교 · 
김제중학교

## 나
나포중학교 · 
남성중학교 · 
남원용성중학교 · 
남원중학교 · 
남원하늘중학교 · 
남원한빛중학교 · 
낭주중학교

## 다
대강중학교 · 
대성중학교 · 
덕암중학교 · 
동계중학교 · 
동국대학교 사범대학 부속 금산중학교 · 
동향중학교

## 마
마령중학교 · 
만경여자중학교 · 
만경중학교 · 
무주중학교 · 
무풍중학교

## 바
배영중학교 · 
백산중학교 · 
백운중학교 · 
번암중학교 · 
변산서중학교 · 
변산중학교 · 
보안중학교 · 
보절중학교 · 
복흥중학교 · 
봉남중학교 · 
봉서중학교 · 
부귀중학교 · 
부남중학교 · 
부안중학교

## 사
산내중학교 · 
산서중학교 · 
산외중학교 · 
삼계중학교 · 
삼기중학교 · 
삼남중학교 · 
삼례중학교 · 
삼우중학교 · 
상관중학교 · 
상서중학교 · 
상하중학교 · 
새솔중학교 · 
샘고을중학교 · 
서전주중학교 · 
선유도중학교 · 
설천중학교 · 
섬진중학교 · 
성내중학교 · 
성당중학교 · 
성수중학교 · 
소성중학교 · 
소양중학교 · 
송동중학교 · 
순창북중학교 · 
순창중학교 · 
신림중학교 · 
신태인중학교 · 
심원중학교 · 
쌍치중학교

## 아
아산중학교 · 
아영중학교 · 
안성중학교 · 
안천중학교 · 
여산중학교 · 
영선중학교 · 
오수중학교 · 
옥구중학교 · 
완산중학교 · 
완주중학교 · 
왕궁중학교 · 
왕신여자중학교 · 
용담중학교 · 
용북중학교 · 
용안중학교 · 
용지중학교 · 
용진중학교 · 
운봉중학교 · 
운주중학교 · 
웅포중학교 · 
원광여자중학교 · 
원광중학교 · 
위도중학교 · 
이리남성여자중학교 · 
이리남중학교 · 
이리동중학교 · 
이리북중학교 · 
이리영등중학교 · 
이리중학교 · 
이일여자중학교 · 
이평중학교 · 
익산부송중학교 · 
익산부천중학교 · 
익산어양중학교 · 
익산중학교 · 
익산지원중학교 · 
인월중학교 · 
임실동중학교 · 
임피중학교 · 
입암중학교

## 자
자유중학교 · 
장계중학교 · 
장수중학교 · 
적상중학교 · 
전라중학교 · 
전북동화중학교 · 
전북중학교 · 
전북체육중학교 · 
전일중학교 · 
전주곤지중학교 · 
전주근영중학교 · 
전주기린중학교 · 
전주기전중학교 · 
전주남중학교 · 
전주덕일중학교 · 
전주덕진중학교 · 
전주동중학교 · 
전주만성중학교 · 
전주서곡중학교 · 
전주서신중학교 · 
전주서중학교 · 
전주성심여자중학교 · 
전주솔빛중학교 · 
전주신일중학교 · 
전주신흥중학교 · 
전주아중중학교 · 
전주양지중학교 · 
전주양현중학교 · 
전주예술중학교 · 
전주오송중학교 · 
전주온고을중학교 · 
전주온빛중학교 · 
전주용소중학교 · 
전주용흥중학교 · 
전주우림중학교 · 
전주우아중학교 · 
전주우전중학교 · 
전주중앙중학교 · 
전주중학교 · 
전주평화중학교 · 
전주풍남중학교 · 
전주해성중학교 · 
전주호성중학교 · 
전주화정중학교 · 
전주효문중학교 · 
전주효정중학교 · 
정산중학교 · 
정우중학교 · 
정읍중학교 · 
정일중학교 · 
주천중학교 · 
줄포중학교 · 
지사중학교 · 
지평선중학교 · 
진경여자중학교 · 
진성중학교 · 
진안여자중학교 · 
진안중학교

## 차
천천중학교 · 
청웅중학교 · 
청하중학교 · 
칠보중학교

## 타
태인중학교

## 하
하서중학교 · 
학산중학교 · 
한들중학교 · 
함라중학교 · 
함열여자중학교 · 
함열중학교 · 
해리중학교 · 
호남중학교 · 
화산중학교 · 
황등중학교 · 
회현중학교 · 
흥덕중학교